# Tassonomia delle Arecaceae
Le Arecaceae sono un raggruppamento monofiletico strettamente imparentato con le Dasypogonaceae, assieme alle quali formano l'ordine Arecales.
La famiglia, nota in passato come Palmae Juss., 1789, è stata formalmente descritta nel 1820 da Friedrich von Berchtold e Jan Svatopluk Presl. In base al Codice Internazionale di Nomenclatura Botanica la famiglia prende il nome dal genere tipo Areca, tuttavia all'antica denominazione Palmae viene riconosciuto lo status di nomen conservandum.
La famiglia viene suddivisa in cinque sottofamiglie le cui relazioni filogenetiche, validate da studi di filogenesi molecolare, sono rappresentate nel seguente cladogramma:
|  | \| \| Arecoideae \| \| \| \| \| \| Ceroxyloideae \| \| \| \| |
|  |                                                              |
|  | Coryphoideae                                                 |
|  |                                                              |
|  | Arecoideae                                                   |
|  |                                                              |
|  | Ceroxyloideae                                                |
|  |                                                              |

|  | Arecoideae    |
|  |               |
|  | Ceroxyloideae |
|  |               |

|  | \| \| Arecoideae \| \| \| \| \| \| Ceroxyloideae \| \| \| \| |
|  |                                                              |
|  | Coryphoideae                                                 |
|  |                                                              |
|  | Arecoideae                                                   |
|  |                                                              |
|  | Ceroxyloideae                                                |
|  |                                                              |

|  | Arecoideae    |
|  |               |
|  | Ceroxyloideae |
|  |               |

|  | \| \| Arecoideae \| \| \| \| \| \| Ceroxyloideae \| \| \| \| |
|  |                                                              |
|  | Coryphoideae                                                 |
|  |                                                              |
|  | Arecoideae                                                   |
|  |                                                              |
|  | Ceroxyloideae                                                |
|  |                                                              |

|  | Arecoideae    |
|  |               |
|  | Ceroxyloideae |
|  |               |

|  | \| \| Arecoideae \| \| \| \| \| \| Ceroxyloideae \| \| \| \| |
|  |                                                              |
|  | Coryphoideae                                                 |
|  |                                                              |
|  | Arecoideae                                                   |
|  |                                                              |
|  | Ceroxyloideae                                                |
|  |                                                              |

|  | Arecoideae    |
|  |               |
|  | Ceroxyloideae |
|  |               |

|  | \| \| Arecoideae \| \| \| \| \| \| Ceroxyloideae \| \| \| \| |
|  |                                                              |
|  | Coryphoideae                                                 |
|  |                                                              |
|  | Arecoideae                                                   |
|  |                                                              |
|  | Ceroxyloideae                                                |
|  |                                                              |

|  | Arecoideae    |
|  |               |
|  | Ceroxyloideae |
|  |               |

|  | \| \| Arecoideae \| \| \| \| \| \| Ceroxyloideae \| \| \| \| |
|  |                                                              |
|  | Coryphoideae                                                 |
|  |                                                              |
|  | Arecoideae                                                   |
|  |                                                              |
|  | Ceroxyloideae                                                |
|  |                                                              |

|  | Arecoideae    |
|  |               |
|  | Ceroxyloideae |
|  |               |

|  | \| \| Arecoideae \| \| \| \| \| \| Ceroxyloideae \| \| \| \| |
|  |                                                              |
|  | Coryphoideae                                                 |
|  |                                                              |
|  | Arecoideae                                                   |
|  |                                                              |
|  | Ceroxyloideae                                                |
|  |                                                              |

|  | Arecoideae    |
|  |               |
|  | Ceroxyloideae |
|  |               |

|  | \| \| Arecoideae \| \| \| \| \| \| Ceroxyloideae \| \| \| \| |
|  |                                                              |
|  | Coryphoideae                                                 |
|  |                                                              |
|  | Arecoideae                                                   |
|  |                                                              |
|  | Ceroxyloideae                                                |
|  |                                                              |

|  | Arecoideae    |
|  |               |
|  | Ceroxyloideae |
|  |               |

La suddivisione in tribù e sottotribù delle 5 sottofamiglie è stata recentemente revisionata da Baker e Dransfield (2016). A questa revisione si attiene la classificazione seguente.
La famiglia delle Arecaceae comprende 182 generi divisi in 5 sottofamiglie e 28 tribù, per complessive circa 2.500 specie.

## Sottofamiglia Calamoideae

### Tribù Eugeissoneae
- Eugeissona Griff. (6 spp.)

### Tribù Lepidocaryeae
- Sottotribù Ancistrophyllinae 
  - Oncocalamus (G.Mann & H.Wendl.) H.Wendl. (4 spp.)
  - Eremospatha (G.Mann & H.Wendl.) Schaedtler (11 spp.)
  - Laccosperma (G.Mann & H.Wendl.) Drude (7 spp.)
- Sottotribù Raphiinae H. Wendl.
  - Raphia P.Beauv. (22 spp.)
- Sottotribù Mauritiinae Meisn.
  - Lepidocaryum Mart. (1 sp.)
  - Mauritia L.f. (2 spp.)
  - Mauritiella Burret (4 spp.)

### Tribù Calameae
- Sottotribù Korthalsiinae Becc.
  - Korthalsia Blume (28 spp.)
- Sottotribù Salaccinae Becc.
  - Eleiodoxa (Becc.) Burret (1 sp.)
  - Salacca Reinw. (23 spp.)
- Sottotribù Metroxylinae Blume
  - Metroxylon Rottb. (7 spp.)
- Sottotribù Pigafettinae 
  - Pigafetta (Blume) Becc. (2 spp.)
- Sottotribù Plectocomiinae J. Dransf. & N. W. Uhl
  - Myrialepis Becc. (1 sp.)
  - Plectocomia Mart. & Blume (15 spp.)
  - Plectomiopsis Becc. (6 spp.)
- Sottotribù Calaminae Meisn.
  - Calamus L. (448 spp.)

## Sottofamiglia Nypoideae
- Genere Nypa Steck, 1757 (1 sp.)

## Sottofamiglia Coryphoideae

### Tribù Sabaleae
- Sabal Adans. (15 spp.)

### Tribù Cryosophileae
- Trithrinax Von Martius (4 spp.)
- Zombia L.H.Bailey (1 sp.)
- Coccothrinax Sarg. (43 spp.)
- Hemithrinax Hook.f. (3 spp.)
- Thrinax L.f. ex Sw. (3 spp.)
- Chelyocarpus Dammer (4 spp.)
- Cryosophila Blume (10 spp.)
- Schippia Burret (1 sp.)
- Itaya H.E.Moore (1 sp.)
- Leucothrinax C.Lewis & Zona (1 sp.)
- Sabinaria R.Bernal & Galeano (1 sp.)

### Tribù Phoeniceae
- Phoenix L. (14 spp.)

### Tribù Trachycarpeae
- Sottotribù Rhapidinae
  - Chamaerops L. (1 sp.)
  - Guihaia J.Dransf., S.K.Lee & F.N.We (2 spp.)
  - Trachycarpus H. Wendl. (9 spp.)
  - Rhapidophyllum H.Wendl. & Drude (1 sp.)
  - Maxburretia Furtado (3 spp.)
  - Rhapis L.f. ex Aiton (11 spp.)
- Sottotribù Livistoninae
  - Livistona R. Br. (28 spp.)
  - Saribus Blume[11] (8 spp.)
  - Licuala Wurmb (153 spp.)
  - Johannesteijsmannia J.Dransf. (4 spp.)
  - Pholidocarpus Blume (6 spp.)
  - Lanonia A.J.Hend. & C.D.Bacon (13 spp.)
- Trachycarpeae incertae sedis
  - Acoelorraphe H.Wendl (1 sp.)
  - Brahea Mart. ex Endl. (11 spp.)
  - Colpothrinax Griseb. & H.Wendl. (3 spp.)
  - Copernicia Mart. (28 spp.)
  - Pritchardia Seem. & H.Wendl. (29 spp.)
  - Serenoa Hook.f. (1 sp.)
  - Washingtonia H. Wendl. (2 spp.)

### Tribù Chuniophoeniceae
- Chuniophoenix Burret (3 spp.)
- Kerriodoxa J.Dransf. (1 sp.)
- Nannorrhops H.Wendl. (1 sp.)
- Tahina J.Dransf. & Rakotoarin. (1 sp.)

### Tribù Caryoteae
- Caryota L. (14 spp.)
- Arenga Labill. (24 spp.)
- Wallichia Roxb. (8 spp.)

### Tribù Corypheae
- Corypha L. (5 spp.)

### Tribù Borasseae
- Sottotribù Lataniinae
  - Borassodendron Becc. (2 spp.)
  - Latania Comm. ex Juss. (3 spp.)
  - Borassus L. (5 spp.)
  - Lodoicea Comm. ex Labill. (1 sp.)
- Sottotribù Hyphaeninae
  - Hyphaene Gaertn. (8 spp.)
  - Medemia Wuert. ex H.Wendl. (1 sp.)
  - Bismarckia Hildebr. & H.Wendl. (1 sp.)
  - Satranala Beentje & J.Dransf. (1 sp.)

## Sottofamiglia Ceroxyloideae

### Tribù Cyclospaeae
- Pseudophoenix H.Wendl. ex Sarg. (4 spp.)

### Tribù Ceroxyleae
- Ceroxylon  Bonpl. (12 spp.)
- Oraniopsis (Becc.) J. Dransf. (1 sp.)
- Juania Drude (1 sp.)
- Ravenea C.D.Bouché (20 spp.)

### Tribù Phytelepheae
- Ammandra O.F.Cook (1 sp.)
- Aphandra Barfod (1 sp.)
- Phytelephas Ruiz & Pav. (7 spp.)

## Sottofamiglia Arecoideae

### Tribù Iriarteeae
- Dictyocaryum H.Wendl. (3 spp.)
- Iriartella H.Wendl. (2 spp.)
- Iriartea Ruiz & Pav. (1 sp.)
- Socratea H.Karst. (5 spp.)
- Wettinia Poepp. ex Endl. (22 spp.)

### Tribù Chamaedoreeae
- Gaussia H.Wendl. (5 spp.)
- Hyophorbe Gaertn. (5 spp.)
- Synechanthus H. Wendl. (3 spp.)
- Chamaedorea Willd (104 spp.)
- Wendlandiella Dammer (1 sp.)

### Tribù Podococceae
- Podococcus G.Mann & H.Wendl. (2 spp.)

### Tribù Oranieae
- Orania Zipp. (30 spp.)

### Tribù Sclerospermeae
- Sclerosperma G.Mann & H.Wendl. (3 spp.)

### Tribù Roystoneae
- Roystonea O.F.Cook (10 spp.)

### Tribù Reinhardtieae
- Reinhardtia Liebm. (6 spp.)

### Tribù Cocoseae
- Sottotribù Attaleinae Drude
  - Attalea Kunth (66 spp.)
  - Beccariophoenix Jum. & H.Perrier (3 specie)
  - Butia (Becc.) Becc. (22 spp.)
  - Cocos L. (1 sp.)
  - Jubaea Kunth (1 sp.)
  - Jubaeopsis Becc. (1 sp.)
  - Parajubaea Burret (3 spp.)
  - Syagrus Mart. (67 spp.)
  - Allagoptera Nees (6 spp.)
  - Voanioala J.Dransf.  (1 sp.)
- Sottotribù Bactridinae Drude
  - Acrocomia Mart. (8 spp.)
  - Aiphanes Willd. (28 spp.)
  - Bactris Jacq. (78 spp.)
  - Desmoncus Mart. (11 spp.)
  - Astrocaryum G.Mey. (38 spp.)
- Sottotribù Elaeidinae Hook.f.
  - Barcella Drude (1 sp.)
  - Elaeis Jacq. (2 spp.)

### Tribù Manicarieae
- Manicaria Gaertn. (2 spp.)

### Tribù Euterpeae
- Euterpe Mart. (7 spp.)
- Prestoea Hook.f. (10 spp.)
- Neonicholsonia Dammer (1 sp.)
- Oenocarpus Mart. (9 spp.)
- Hyospathe Mart. (6 spp.)

### Tribù Geonomateae
- Pholidostachys H.Wendl. ex Benth. & Hook.f. (8 spp.)
- Welfia H.Wendl. (2 spp.)
- Calyptronoma Griseb. (3 spp.)
- Calyptrogyne H.Wendl. (18 spp.)
- Asterogyne H.Wendl. ex Hook.f. (5 spp.)
- Geonoma Willd. (68 spp.)

### Tribù Leopoldinieae
- Leopoldinia Mart. (2 spp.)

### Tribù Pelagodoxeae
- Pelagodoxa Becc. (2 spp.)
- Sommieria Becc. (1 sp.)

### Tribù Areceae
- Sottotribù Archontophoenicinae
  - Archontophoenix H.Wendl. & Drude (6 spp.)
  - Chambeyronia Vieill. (2 spp.)
  - Kentiopsis Brongn. (4 spp.)
  - Actinokentia Dammer (2 spp.)
  - Actinorhytis H.Wendl. & Drude (1 sp.)
- Sottotribù Arecinae
  - Areca L. (47 spp.)
  - Nenga H.Wendl. & Drude (5 spp.)
  - Pinanga Blume (142 spp.)
- Sottotribù Basseliniinae
  - Basselinia Vieill. (14 spp.)
  - Burretiokentia Pic.Serm. (5 spp.)
  - Cyphophoenix H.Wendl. ex Hook.f. (4 spp.)
  - Cyphosperma H.Wendl. ex Hook.f. (5 spp.)
  - Lepidorrhachis (H.Wendl. & Drude) O.F.Cook (1 sp.)
  - Physokentia Becc. (7 spp.)
- Sottotribù Carpoxylinae
  - Carpoxylon H.Wendl. & Drude (1 sp.)
  - Satakentia H.E.Moore (1 sp.)
  - Neoveitchia Becc. (2 spp.)
- Sottotribù Clinospermatinae
  - Clinosperma Becc. (4 spp.)
  - Cyphokentia Brongn. (2 spp.)
- Sottotribù Dypsidinae
  - Dypsis Noronha ex Mart. (171 spp.)
  - Lemurophoenix J.Dransf. (2 spp.)
  - Marojejya Humbert (2 spp.)
  - Masoala  Jum. (2 spp.)
- Sottotribù Laccospadicinae
  - Calyptrocalyx Blume (26 spp.)
  - Linospadix H.Wendl. (7 spp.)
  - Howea Becc. (2 spp.)
  - Laccospadix H.Wendl. & Drude (1 sp.)
- Sottotribù Oncospermatinae
  - Deckenia H.Wendl. ex Seem. (1 sp.)
  - Acanthophoenix H.Wendl. (3 spp.)
  - Oncosperma Blume (5 spp.)
  - Tectiphiala H.E.Moore (1 sp.)
- Sottotribù Ptychospermatinae
  - Adonidia Becc. (2 spp.)
  - Drymophloeus Zipp. (3 spp.)
  - Carpentaria Becc. (1 sp.)
  - Veitchia H.Wendl. (11 spp.)
  - Normanbya F.Muell. ex Becc. (1 sp.)
  - Wodyetia A.K.Irvine (1 sp.)
  - Ptychosperma Labill. (29 spp.)
  - Ptychococcus Becc. (2 spp.)
  - Brassiophoenix Burret (2 spp.)
  - Balaka Becc. (10 spp.)
  - Ponapea Becc. (4 spp.)
  - Jailoloa Heatubun & W.J.Baker (1 sp.)
  - Manjekia W.J.Baker & Heatubun (1 sp.)
  - Wallaceodoxa Heatubun & W.J.Baker (1 sp.)
- Sottotribù Rhopalostylidinae
  - Hedyscepe H.Wendl. & Drude (1 sp.)
  - Rhopalostylis H.Wendl. & Drude, 1875 (2 spp.)
- Sottotribù Verschaffeltiinae
  - Verschaffeltia H.Wendl. (1 sp.)
  - Phoenicophorium H.Wendl. (1 sp.)
  - Nephrosperma Balf.f. (1 sp.)
  - Roscheria H.Wendl. ex Balf.f. (1 sp.)
- Areceae incertae sedis 
  - Bentinckia Berry ex Roxb. (2 spp.)
  - Clinostigma H.Wendl. (11 spp.)
  - Cyrtostachys Blume (7 spp.)
  - Dictyosperma H. Wendl. & Drude (1 sp.)
  - Dransfieldia W.J.Baker & Zona (1 sp.)
  - Heterospathe Scheff. (39 spp.)
  - Hydriastele H.Wendl. & Drude (39 spp.)
  - Iguanura Blume (33 spp.)
  - Loxococcus H.Wendl. & Drude (1 sp.)
  - Rhopaloblaste Scheff. (6 spp.)